# Noto (vento)
Na mitologia grega, Noto (grego antigo: Νότος; em latim: Notus) é responsável pelo vento sul e segundo Hesíodo, Eos, deusa do amanhecer também chamada de Erigenia, e Astreu tiveram três filhos, os anemoi (divindades responsáveis pelo vento) Zéfiro, Bóreas e Euro, além de várias estrelas, destancando-se Eósforos, a estrela da manhã. Higino lista os filhos de Astreu e Aurora como Zéfiro, Bóreas, Noto e Euro. Na mitologia Romana, está associado a Austro.
Ao contrário dos seus irmãos Zéfiro e Bóreas, a mitologia não registra nenhum filho de Nótus.
É responsável por trazer o calor e, por conseqüência, associado ao verão.